# ŽRK Zamet Rijeka
ŽRK Zamet je ženski rukometni klub iz Rijeke osnovan je 1957. godine uz muški RK Zamet.

## Povijest
Klub je osnovan nakon osnivanja RK Partizan pod nazivom ŽRK Partizan. Rukometašice Partizana (Zamet) su dosta rano počele ostvarivati bolje rezultate od muškog sastava. Već 1962. godine Zamećanke bilježe prve uspjehe kada se pod vodstvom Stanko Jergera plasiraju u četvrtfinale Kupa Jugoslavije, neočekivanom pobjedom nad ekipom Zagreba 6:5. To se smatralo pravim podvigom. Rukometašice Partizana (Zamet) nastavile su s niskom uspjeha.
Godine 1963. sudjelovale su u kvalifikacijama za Prvu saveznu ligu, ali nisu uspjele kao ni u pet sljedećih godina. Tek 1970. godine, rukometašice Partizana (Zamet), kako su se onda još zvale, uspjele su ostvariti san dug sedam godina da se plasiraju u Prvu saveznu ligu u kojoj su igrale sve do 1974. godine. Tada su pale u niži rang natjecanja, u Drugu saveznu ligu.
U Drugoj saveznoj ligi igrale su s dosta uspjeha, sve dok se ponovno nisu vinule 1992. godine u prvoligaško društvo. Godine 1982. dolazi do razdvajanja Uprava na muški, odnosno ženski rukometni ogranak kluba. To je bilo potrebno, jer su oba kluba bila posebno evidentirana u Riječkom sportskom savezu i posebno financirana. Tako je omogućeno tadašnjim Upravama da samostalno kreiraju politiku kluba. 

## Uprava
Ženski zametski brod od svog početka djelovanja vodili su mnogi čelnici, uspješni privrednici i društveni, sportski i kulturni radnici. Prvi su bili Vittorio Drog, Drago Crnčević, Stanko Jerger, Zrinko Hlača, Josip Brašnić, Marijan Vukelić, Srđan Čevizović, Ranko Dujmović te od 1999. Luka Denona. 

## Uspjesi
- 1. HRL
vice-prvakinje (1): 2014./15.
treće (2): 1992./93., 1993./94.

- 1.B HRL
prvakinje (1): 1991./92., 1996./97.

- Kup Hrvatske
vice-prvakinje (2): 2014., 2016.

- Regionalna liga
prvakinje (6): 1963./64., 1964./65., 1965./1966., 1967./1968., 1968./1969., 1969./1970.
vice-prvakinje (4): 1959./1960., 1960./1961., 1962./1963., 1966./1967.

- 2. savezna liga
prvakinje: (1) 1977./78.
vice-prvakinje (5): 1974./75., 1975./76., 1976./77., 1978./79., 1989./90.

- 26. Smrznutih Partizana
prvakinje (1): 1978./1979.

- Za mir i slobodnu Hrvatsku
prvakinje (1): 1990./91.

## Značajne igračice
- Marija Malik
- Ida Crljenica
- Željka Maras
- Nada Rukavina
- Branka Strišković
- Sanja Bobanović
- Ana Debelić
- Jelena Čevizović
- Ljerka Krajnović
- Katarina Ježić
- Rada Ciganović
- Ćamila Mičijević
- Dejana Milosavljević
- Gordana Možnik
- Jasenka Pilepić
- Sandra Stojković

## Treneri
- 1960. – 1969. – Stanko Jerger
- 1969. – 1975. – Simoen Kosanović
- 1975. – 1982. – Branimir Čutić
- 1982. – 1985. – Marijan Seđak
- 1985. – 1986. – Sandro Bogojević
- 1986. – 1988. – Edo Šmit
- 1988. – 1991. – Vjekoslav Sardelić
- 1991. – 1992. – Zdravko Štingl
- 1992. – 1994. – Slavko Bralić
- 1994. – 1998. – Edo Šmit
- 1998. – 2000. – Branimir Čutić
- 2000. – 2001. – Darko Dunato
- 2001. – 2005. – Boris Dragičević
- 2008. – 2011. – Edo Šmit
- 2011. – 2012. – Drago Žiljak
- 2012. – 2013. – Željko Čagalj
- 2013.-danas – Adriana Prosenjak

## Vanjske poveznice
- http://www.zrk-zamet.hr  Arhivirana inačica izvorne stranice od 31. ožujka 2021. (Wayback Machine)